# Neuroleon (Neuroleon) argutus
Neuroleon (Neuroleon) argutus is een insect uit de familie van de mierenleeuwen (Myrmeleontidae), die tot de orde netvleugeligen (Neuroptera) behoort. 
Neuroleon (Neuroleon) argutus is voor het eerst wetenschappelijk beschreven door Navás in 1914.